# Kenji Arima
Kenji Arima (有馬 賢二, Arima Kenji) est un footballeur japonais né le 26 novembre 1972.